# Leperditella
Leperditella is een geslacht van uitgestorven kreeftachtigen uit de klasse van de Ostracoda (mosselkreeftjes).

## Soorten
- Leperditella aequilatera (Ulrich, 1892) Ulrich, 1894 †
- Leperditella altiforma Harris, 1957 †
- Leperditella anteritumida Ivanova, 1964 †
- Leperditella anzharica Melnikova, 1986 †
- Leperditella baltica Kummerow, 1924 †
- Leperditella bestamakensis Melnikova, 1986 †
- Leperditella billingsi Copeland, 1970 †
- Leperditella brachynotos (Schmidt, 1858) Abushik & Sarv, 1983 †
- Leperditella brookingi Harris, 1931 †
- Leperditella bulbosa (Harris, 1931) Harris, 1957 †
- Leperditella canalis Ulrich, 1894 †
- Leperditella conspecta Neckaja, 1966 †
- Leperditella cooperi Harris, 1931 †
- Leperditella copiosa Melnikova, 1979 †
- Leperditella cruda Ivanova (V. A.), 1973 †
- Leperditella deltosulcata Berdan, 1988 †
- Leperditella dirima Neckaja, 1966 †
- Leperditella egloni Ivanova, 1959 †
- Leperditella erratica (Krause, 1891) Bassler & Kellett, 1934 †
- Leperditella extensa Kraft, 1962 †
- Leperditella fryei Spivey, 1939 †
- Leperditella germana (Ulrich, 1892) Ulrich, 1894 †
- Leperditella gibba Harris, 1957 †
- Leperditella glabra (Ulrich, 1890) Bassler, 1915 †
- Leperditella grammi Ivanova, 1970 †
- Leperditella himalaica Reed, 1912 †
- Leperditella huanghuaensis Sun (Quan-Ying), 1988 †
- Leperditella hubeiensis Sun (Quan-Ying), 1987 †
- Leperditella incisa Harris, 1957 †
- Leperditella infida Melnikova, 1980 †
- Leperditella inflata (Ulrich, 1892) Ulrich, 1894 †
- Leperditella jonesinoides Harris, 1957 †
- Leperditella lata Melnikova, 1979 †
- Leperditella lenticula Oepik, 1937 †
- Leperditella maccoyii (Salter, 1854) Bassler & Kellett, 1934 †
- Leperditella macra Ulrich, 1894 †
- Leperditella minima (Harris, 1957) Guber & Jaanusson, 1964 †
- Leperditella minuta Tolmachoff, 1926 †
- Leperditella mundula (Ulrich, 1892) Ulrich, 1894 †
- Leperditella obesa Harris, 1957 †
- Leperditella obscura (Jones, 1891) Ulrich, 1894 †
- Leperditella ornata Weller, 1903 †
- Leperditella parvipunctata Ivanova, 1959 †
- Leperditella persimilis Ulrich, 1894 †
- Leperditella porosa Harris, 1957 †
- Leperditella porrecta Melnikova, 1979 †
- Leperditella regularis Sun (Quan-Ying), 1987 †
- Leperditella rex (Coryell & Schenck, 1941) Coryell & Schenck, 1941 †
- Leperditella sacceliformis Keenan, 1951 †
- Leperditella secunda Ivanova (V. A.), 1973 †
- Leperditella semen Oepik, 1937 †
- Leperditella subcygnoides Harris, 1957 †
- Leperditella subsymmetrica Sun (Quan-Ying), 1987 †
- Leperditella sulcata (Ulrich, 1892) Ulrich, 1894 †
- Leperditella symmetrica Ivanova, 1964 †
- Leperditella triangulata Ivanova, 1959 †
- Leperditella tschugaevae Ivanova, 1964 †
- Leperditella valida Harris, 1957 †
- Leperditella vandalica Kummerow, 1924 †
- Leperditella yichangensis Sun (Quan-Ying), 1987 †